# サウジアラビアの女子サッカー
サウジアラビアの女子サッカー（サウジアラビアのじょしサッカー）では、サウジアラビアにおける女子サッカー事情について記述する。

## 概要
サウジアラビアの女子サッカーは主に裕福な家庭の子女により屋内競技施設にて行われている。これは主にサウジアラビア政府による厳しい法的な制限が敷かれている事によっている。2012年、政府はスタジアム内の隔離された場所において女性がサッカーを行うことを許可した。

## 背景と発展
1956年、サウジアラビアサッカー連盟が創設されFIFAに加盟したが、2011年まで、国内にて行われたFIFAのゴールプロジェクトには女子サッカーの支援プロジェクトは含まれていなかった。サウジアラビアサッカー連盟内では、大学で女子サッカープログラムを創設する努力が行われている。アメリカ合衆国、ドイツ、ブラジル、イギリスなどを含む外国のサッカー連盟より女子サッカープログラムを取り入れて実践している。一方、国内の男子サッカーにおいては、サウジアラビアサッカー連盟はサッカーサウジアラビア代表の質を高めようと多額の資金をこれまで使用している。
2006年、国内初の女子サッカークラブであるキングス・ユナイテッド女子サッカークラブが創設された。2009年、クラブはジッダでトレーニングを行った。クラブは当初はアル＝ワリード・ビン・タラール王子によって運営されていたが、過激派のマスコミの報道攻めにあったことで、2009年にサポートを打ち切った。2012年、クラブは男性の見学を禁止し、半袖シャツにショートパンツという古風なユニフォームで週に3日トレーニングをおこなった。クラブの監督はフォワードを兼任するリーマー・アブドゥッラーにより行われた。クラブには13歳から35歳まで35名の選手が参加していた。リヤドやダンマームといった国内の大都市でも他の女子サッカーチームが創設され、2008年には7チームが参加して女子サッカー大会が開催された。この大会ではキングス・ユナイテッドが優勝した。
国内最初の女子サッカーチーム同士の試合は、2008年1月にプリンス・モハメド・ビン・ファハド大学とヤマーマ私立大学がダンマームのプリンス・モハメド・ビン・ファハド・スタジアムにて、女性の観衆のみ許可して行われ、プリンス・モハメド・ビン・ファハド大学のチームが勝利した。試合のMVPにはヤマーマ私立大学のゴールキーパーが選ばれた。2009年3月、女子サッカーのチャリティーマッチが行われ、大学選抜チームと「バルセロナ」と呼ばれる400人の女性のみのサッカーファンで構成されたチームが対戦した。試合は2–1で大学選抜チームが勝利し81,000リヤル ($21,598) を獲得、サウジアラビア東部の障害のある人々に寄付された。
2006年まで、国内の女子サッカー選手数を把握するデータはなかった。2006年、サッカーサウジアラビア代表とスウェーデン代表の試合を観戦に訪れた女性がサウジ当局によりスタジアム入場を禁止される騒動がおこった。2008年、中東における女子サッカーの状況に関して、Gary Brecherはその著書の中で、その地域の自由や民主主義に対する考え方によっていると記している。2010年、エッファト女子大学にて女子校が参加する女子サッカー大会が開催された。ジェッダの女子教育省大臣を務めるAhmed al-Zahraniによれば、サウジアラビア政府は「女子校に対しスポーツの授業やトレーニングを許可する発言や通達を一切出していない」ため、大会はサウジアラビア当局により調査された。2011年、女子サッカーは国内で増大する不満をかわすための方法として見られていた。